# Maschinenfabrik Oerlikon
La Maschinenfabrik Oerlikon (MFO) è stata un'azienda svizzera fondata nel 1876 da Peter Emil Huber-Werdmüller e con sede a Oerlikon (dal 1934 quartiere della città di Zurigo). L'attività produttiva della MFO si concentrò principalmente su macchine, armi e locomotive elettriche, tra cui il famoso "Coccodrillo" delle Ferrovie Federali Svizzere.
Nel corso del tempo le tre divisioni del MFO sono state riorganizzate come componenti di altre grandi aziende OC Oerlikon, e poi della Brown, Boveri & Cie. (che nel 1967 acquisì la MFO), poi ABB e quindi Adtranz.

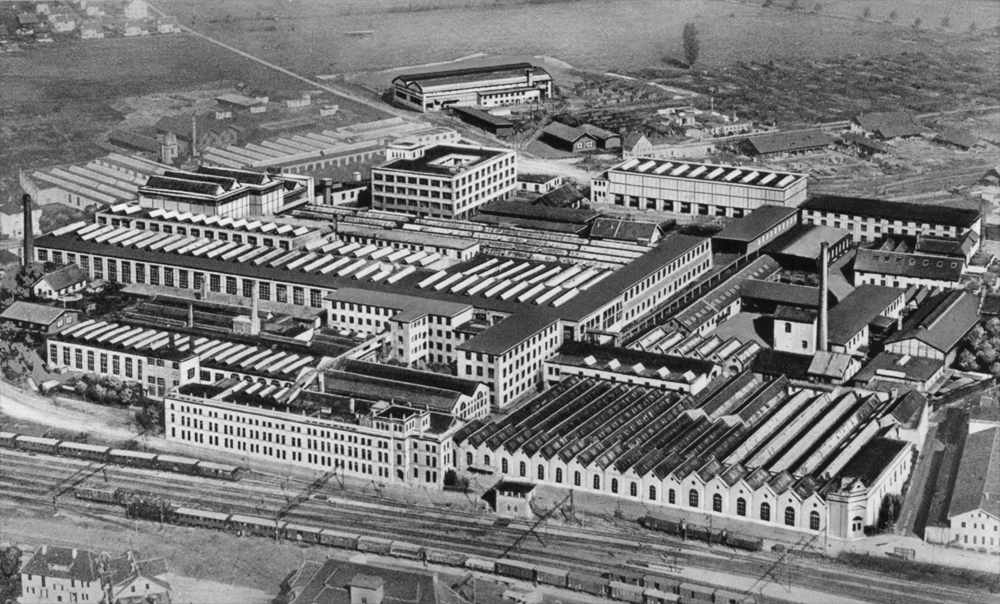
Maschinenfabrik Oerlikon, 1930

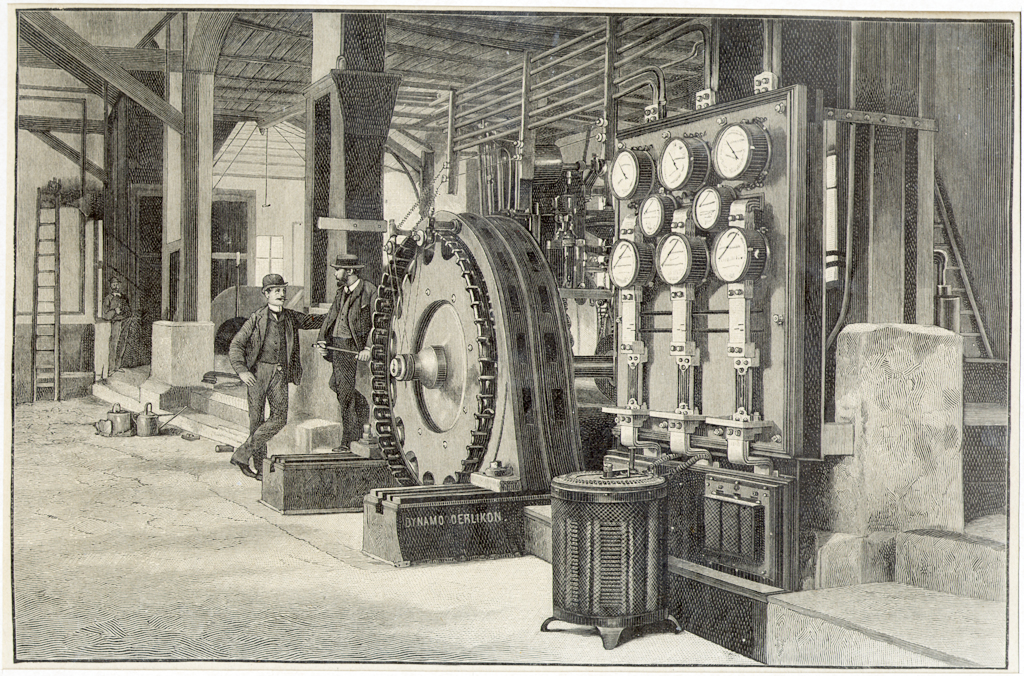
Un generatore a Lauffen am Neckar, incisione xilografica dell'epoca

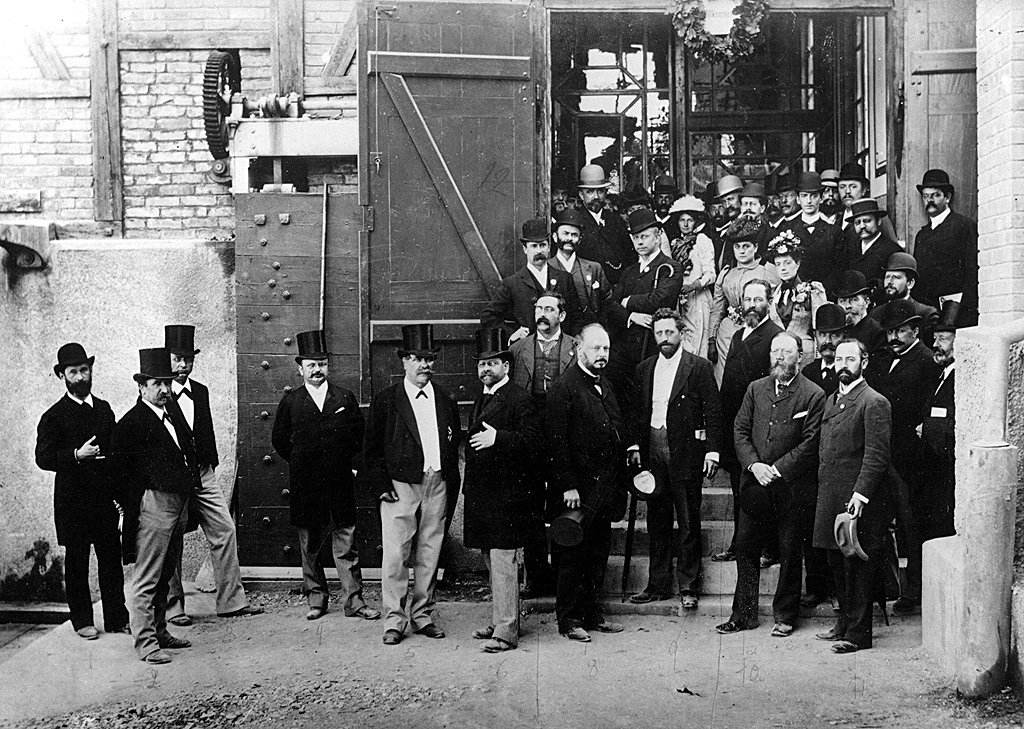
I fondatori e capi della Maschinenfabrik Oerlikon, Peter Emil Huber-Werdmüller, (2. fila, 4. da destra) il 12 settembre 1891 con dirigenti della Drehstromkraftwerk di Lauffen am Neckar, per l'installazione Internationale Elektrotechnische Ausstellung

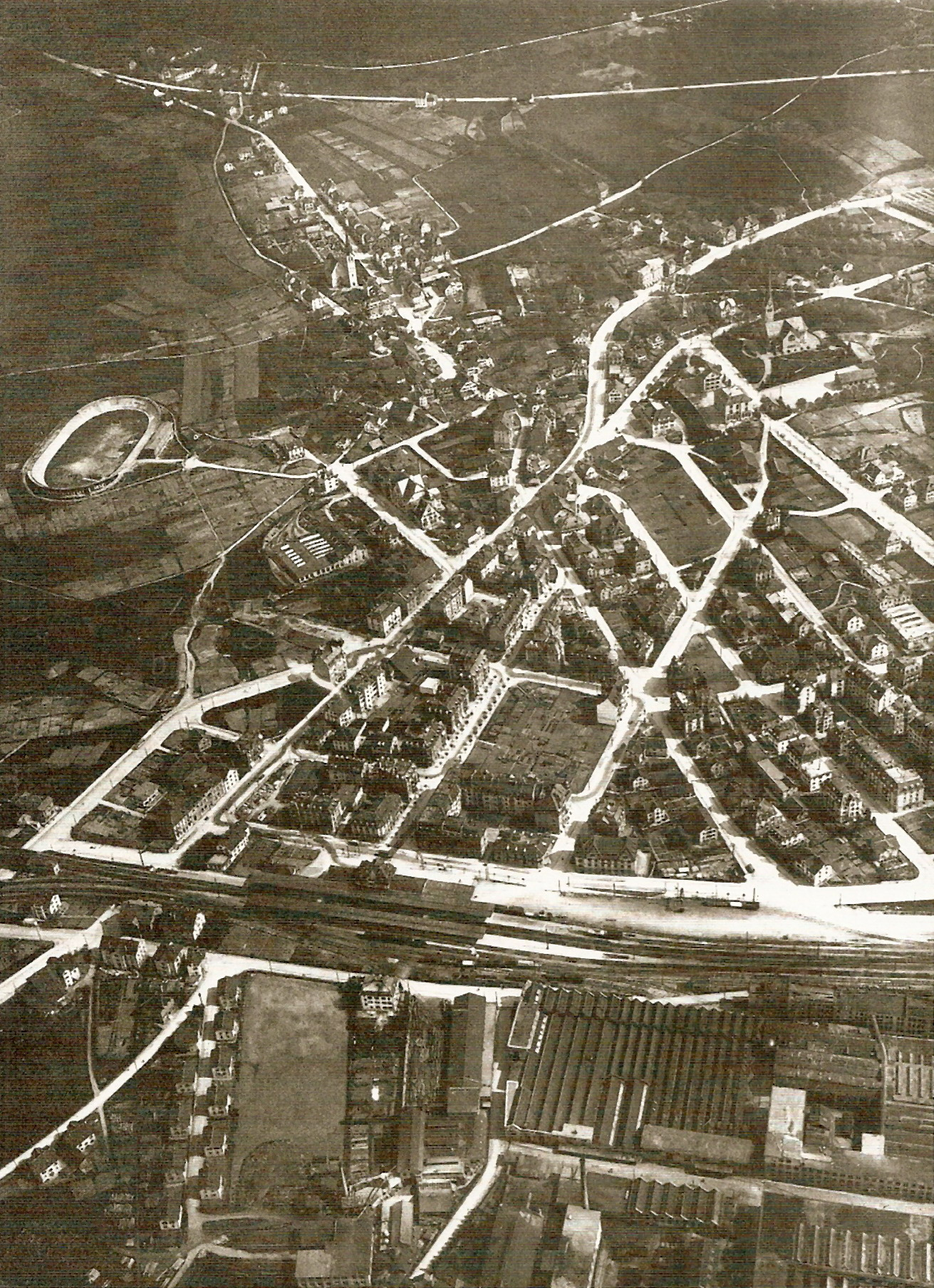
Zürich-Oerlikon da una fotografia aerea di Walter Mittelholzer, ai piedi la ferrovia Oerlikon, 1920

## Storia
Charles E. L. Brown e Walter Boveri lavoravano per la MFO come capo tecnici nei montaggi fino al 1891, anno in cui fondarono la Brown, Boveri & Cie (BBC).
Alla fine di ottobre 1897 la MFO costruisce la Strassenbahn Zürich–Oerlikon–Seebach. La MFO nel 1905–1909 sperimenta, in accordo con la SBB, l'elettrificazione in corrente alternata monofase della tratta Seebach-Wettingen.
Nel 1891 la MFO presenta alla mostra internazionale dell'elettricità del 1891 a Francoforte la prima linea ad alta tensione su 177 km di distanza. La centrale elettrica era a Lauffen am Neckar. 
Era stato adottato un sistema trifase con una tensione di 15÷25 kV (15 000 ÷ 25 000 volt). La linea mostro un'efficienza del 77%.
Nel 1906 fondano la Werkzeugmaschinenfabrik Oerlikon, conosciuta successivamente come Oerlikon-Bührle. Si specializzarono nell'industria delle armi tra le due guerre mondiali.
Nel 1967 la MFO si unisce alla Brown, Boveri & Cie e dal 1988 con la Allmänna Svenska Elektriska Aktiebolaget (ASEA) creando la ABB.
ABB alla fine del 1996 entra in joint venture con Daimler-Benz creando Adtranz, successivamente ceduta alla Bombardier Transportation.
La parte di azienda che produceva turbogeneratori MFO diventa nel 1999 ABB in joint venture con Alstom. L'anno successivo viene venduta a quest'ultima.

### Gebäudeverschiebung
Sull'area della Maschinenfabrik Oerlikon si trova lo MFO-Park. L'edificio storico ora stazione ferroviaria Bahnhof Zürich Oerlikon è stato spostato nel maggio 2012 di 60 metri dalla sua posizione originale sulla linea della Durchmesserlinie Altstetten–Zürich HB–Oerlikon.

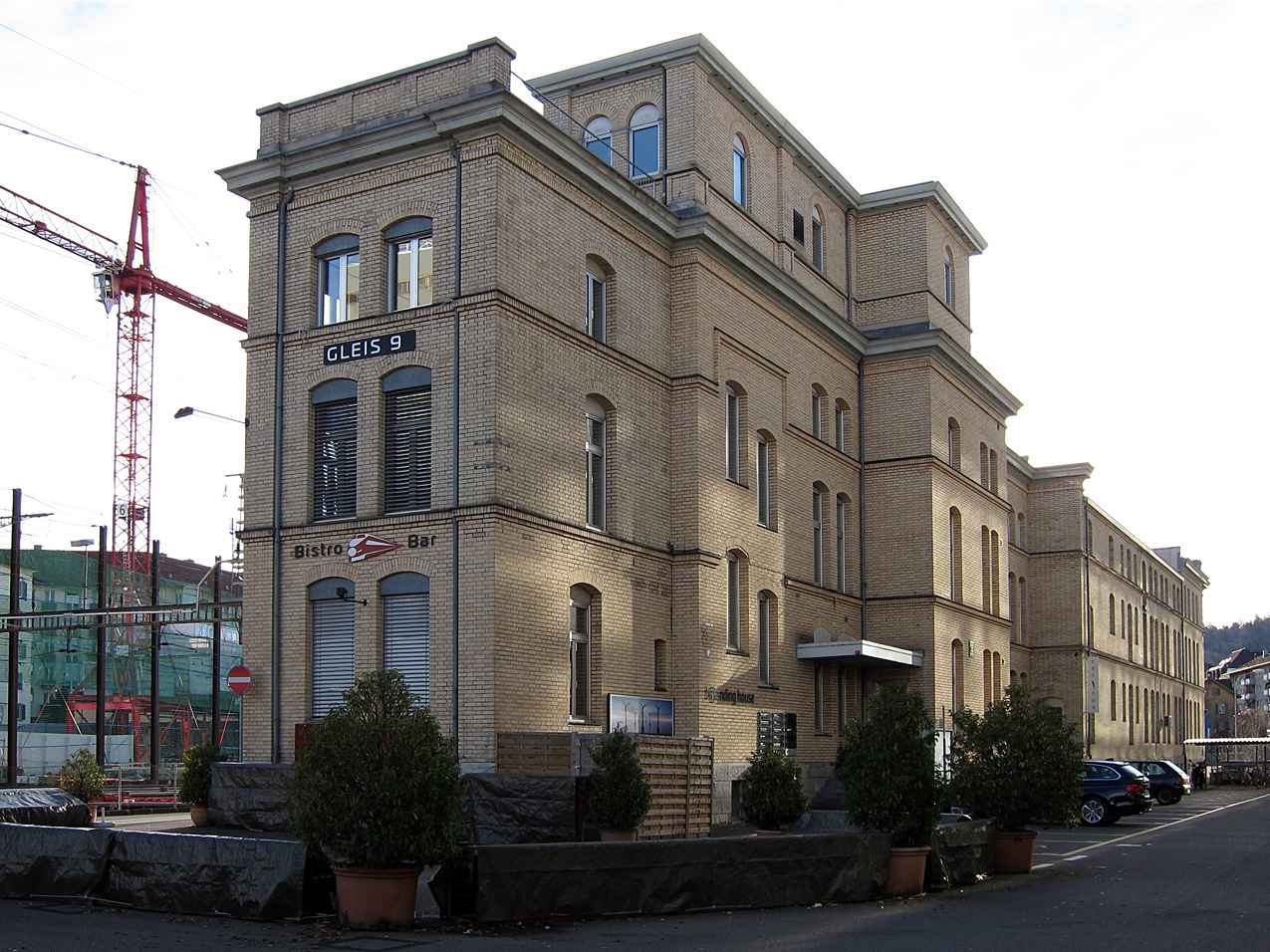
La sede della MFO presso la Bahnhof Zürich Oerlikon (oggi Gleis 9)
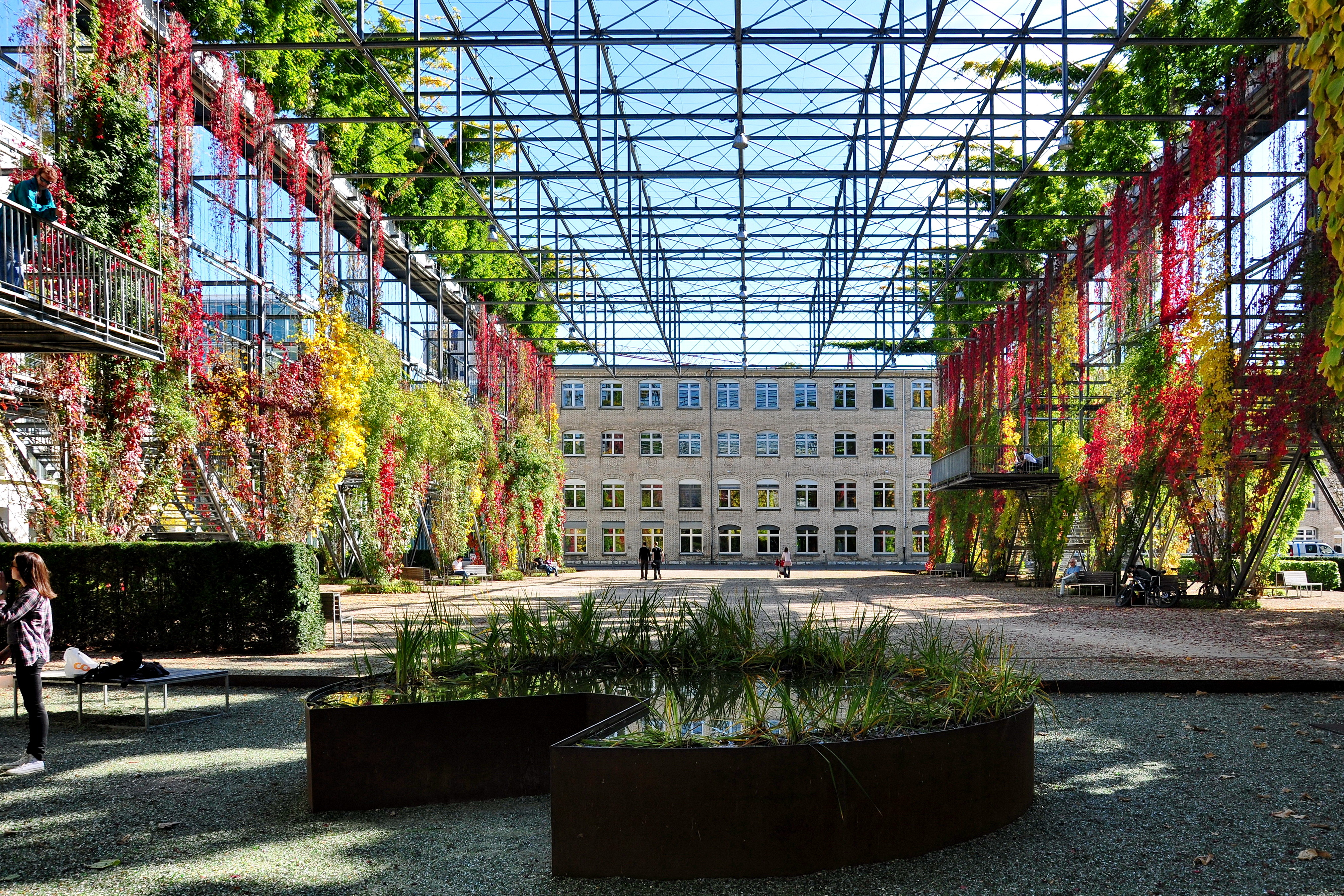
MFO-Park
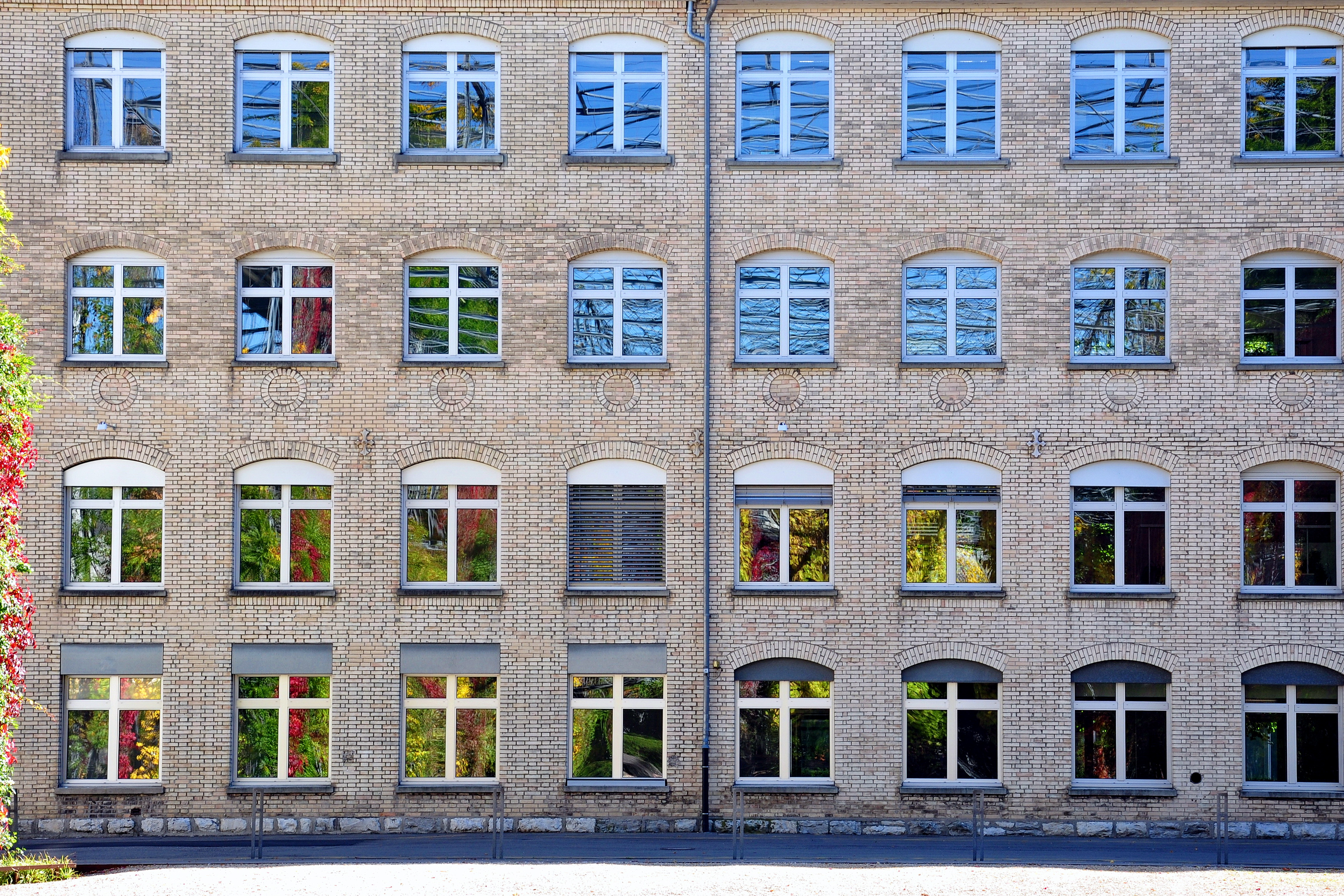
Facciata MFO-Gebäudes (2010)
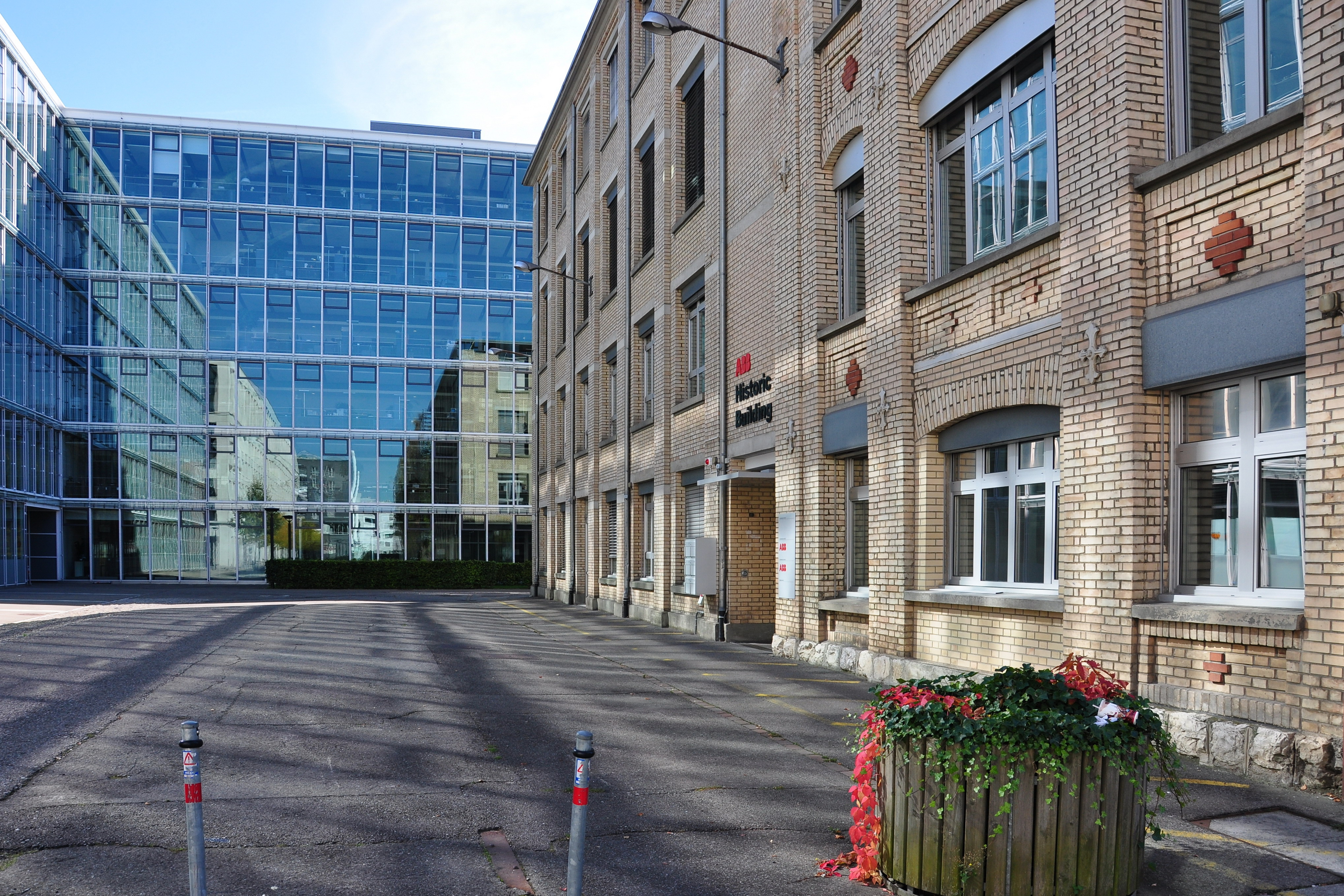
Edifici storici e moderni nel MFO-Park
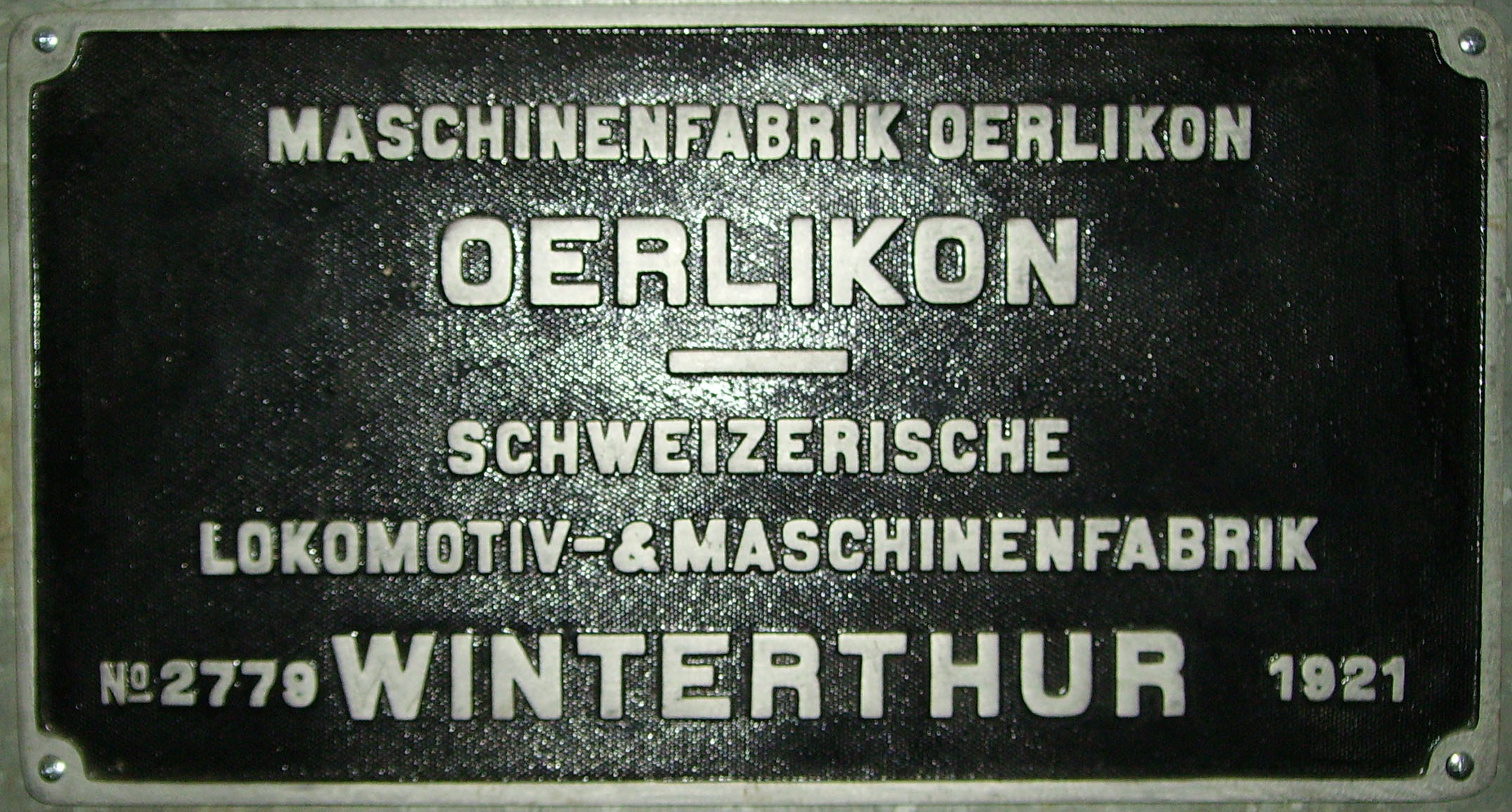
Targa di fabbrica di accumulatori MFO-Rangierlok – sog. Traktor (1921)